# Danh sách Giáo phận Công giáo tại châu Đại Dương
Đây là danh sách các giáo phận Giáo hội Công giáo Rôma tại châu Đại Dương. Vì châu Đại Dương là một châu lục khá tách biệt so với phần còn lại so với thế giới, nên tín đồ Công giáo chủ yếu tập trung ở Australia và New Zealand. Một lượng nhỏ tín đồ rải khắp các khu vực còn lại của châu Đại Dương tới tận quần đảo Midway.

## Danh sách Giáo phận

### Hội đồng Giám mục Australia
Giáo phận trực thuộc Tòa Thánh
- Tổng giáo phận Canberra và Goulburn
- Tổng giáo phận Hobart

Giáo tỉnh Adelaide
- Tổng giáo phận Adelaide
  - Giáo phận Darwin
  - Giáo phận Point Pirie

Giáo tỉnh Brisbane
- Tổng giáo phận Brisbane
  - Giáo phận Cairns
  - Giáo phận Rockhampton
  - Giáo phận Toowoomba
  - Giáo phận Townsville

Giáo tỉnh Melbourne
- Tổng giáo phận Melbourne
  - Giáo phận Ballarat
  - Giáo phận Sale
  - Giáo phận Sandhurst

Giáo tỉnh Perth
- Tổng giáo phận Perth
  - Giáo phận Broome
  - Giáo phận Bunbury
  - Giáo phận Geraldton

Giáo tỉnh Sydney
- Tổng giáo phận Sydney
  - Giáo phận Armidale
  - Giáo phận Bathurst
  - Giáo phận Broken Bay
  - Giáo phận Lismore
  - Giáo phận Maitland-Newcastle
  - Giáo phận Parramatta
  - Giáo phận Wagga Wagga
  - Giáo phận Wilcannia-Forbes
  - Giáo phận Wollongong

### Hội đồng Giám mục New Zealand
Giáo tỉnh Wellington
- Tổng giáo phận Wellington
  - Giáo phận Auckland
  - Giáo phận Christchurch
  - Giáo phận Dunedin
  - Giáo phận Hamilton, New Zealand
  - Giáo phận Palmerston North

### Hội đồng Giám mục Thái Bình Dương
Giáo phận trực thuộc Tòa Thánh
- Giáo phận Tonga

Giáo tỉnh Agaña
- Tổng giáo phận Agaña
  - Giáo phận Caroline Islands
  - Giáo phận Chalan Kanoa
  - Hạt phủ doãn Tông tòa Marshall Islands

Giáo tỉnh Nouméa
- Tổng giáo phận Nouméa
  - Giáo phận Port-Vila
  - Giáo phận Wallis et Futuna

Giáo tỉnh Papeete
- Tổng giáo phận Papeete
  - Giáo phận Taiohae o Tefenuaenata

Giáo tỉnh Samoa-Apia
- Tổng giáo phận Samoa-Apia
  - Giáo phận Samoa-Pago Pago
  - Giáo địa tự quyền Funafuti
  - Giáo địa tự quyền Tokelau

Giáo tỉnh Suva
- Tổng giáo phận Suva
  - Giáo phận Rarotonga
  - Giáo phận Tarawa và Nauru

### Hội đồng Giám mục Papua New Guinea
Giáo tỉnh Madang
- Tổng giáo phận Madang
  - Giáo phận Aitape
  - Giáo phận Lae
  - Giáo phận Vanimo
  - Giáo phận Wewak

Giáo tỉnh Mount Hagen
- Tổng giáo phận Mount Hagen
  - Giáo phận Goroka
  - Giáo phận Kundiawa
  - Giáo phận Mendi
  - Giáo phận Wabag

Giáo tỉnh Port Moresby
- Tổng giáo phận Port Moresby
  - Giáo phận Alotau-Sideia
  - Giáo phận Bereina
  - Giáo phận Daru-Kiunga
  - Giáo phận Kerema

Giáo tỉnh Rabaul
- Tổng giáo phận Rabaul
  - Giáo phận Bougainville
  - Giáo phận Kavieng
  - Giáo phận Kimbe

### Hội đồng Giám mục Solomon Islands
Giáo tỉnh Honaira
- Tổng giáo phận Honiara
  - Giáo phận Auki
  - Giáo phận Gizo